# Padrão dos Descobrimentos
Le Padrão dos Descobrimentos (en français : le « Monument aux Découvertes ») est un monument érigé à la mémoire des navigateurs portugais des XVe et XVIe siècles et du prince Henri le Navigateur.

## Historique
Il a été construit en 1960 par l'architecte José Angelo Cottinelli Telmo dans le quartier de Belém à Lisbonne, au Portugal, sur la rive droite septentrionale du Tage. Il fut édifié pour célébrer le 500e anniversaire de la mort d'Henri le Navigateur. Son nom fait allusion aux padrões qu'utilisaient les navigateurs portugais des Grandes découvertes.

## Caractéristiques
Le monument évoque une caravelle. Henri le Navigateur se tient à la proue, une caravelle entre les mains. Deux files ascendantes, de chaque côté du monument, rassemblent les statues réalisées par le sculpteur Leopoldo de Almeida des figures portugaises liées aux Grandes découvertes.
Au nord du monument se trouve une rose des vents de 50 mètres de diamètre dessinée au sol. Son centre est occupé par un planisphère qui montre les itinéraires pris par les navigateurs portugais aux XVe siècle et XVIe siècle.
À l'intérieur du monument un ascenseur permet d'atteindre le sixième étage et un escalier monte jusqu'au sommet.
Les Lisboètes les moins friands de l'esthétique salazariste surnomment ironiquement ce monument « Poussez pas derrière ! »,,.

### Statuaire
Outre la statue principale, représentant Henri le Navigateur tenant une maquette de caraque dans ses mains, 32 figures marquantes de l'histoire des Découvertes sont représentées, de gauche à droite.
Côté ouest (de gauche à droite)
- Pierre de Portugal (1392-1449)
- Philippa de Lancastre
- Fernão Mendes Pinto
- Frei Gonçalo de Carvalho
- Henri de Coimbra
- Luís de Camões
- Nuno Gonçalves
- Gomes Eanes de Zurara
- Pêro da Covilhã
- Jehuda Cresques
- Pedro Escobar
- Pedro Nunes
- Pêro de Alenquer (pt)
- Gil Eanes
- João Gonçalves Zarco
- Ferdinand de Portugal (1402-1443)

Côté est (de gauche à droite)
- Alphonse V (roi de Portugal)
- Vasco de Gama

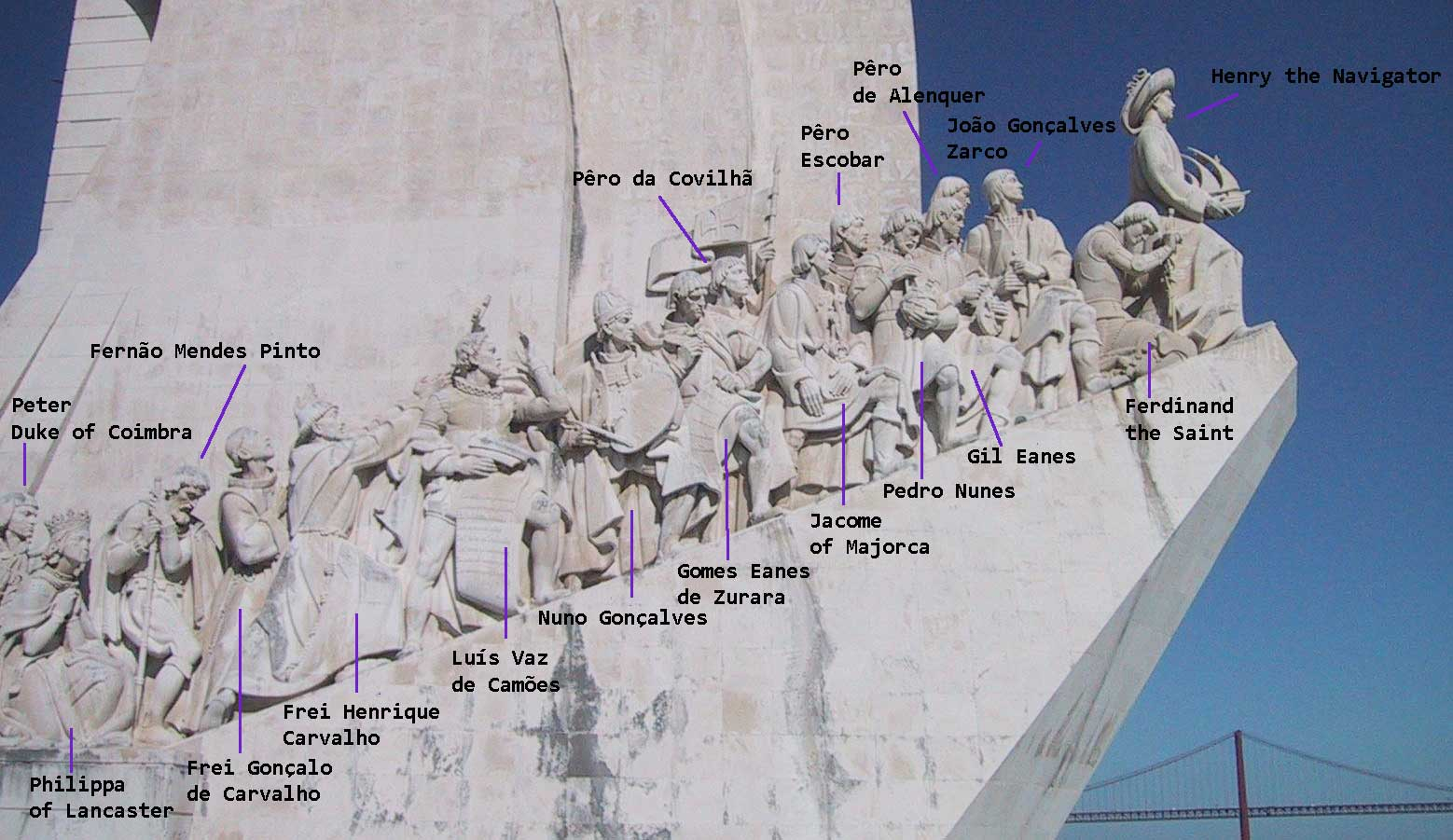

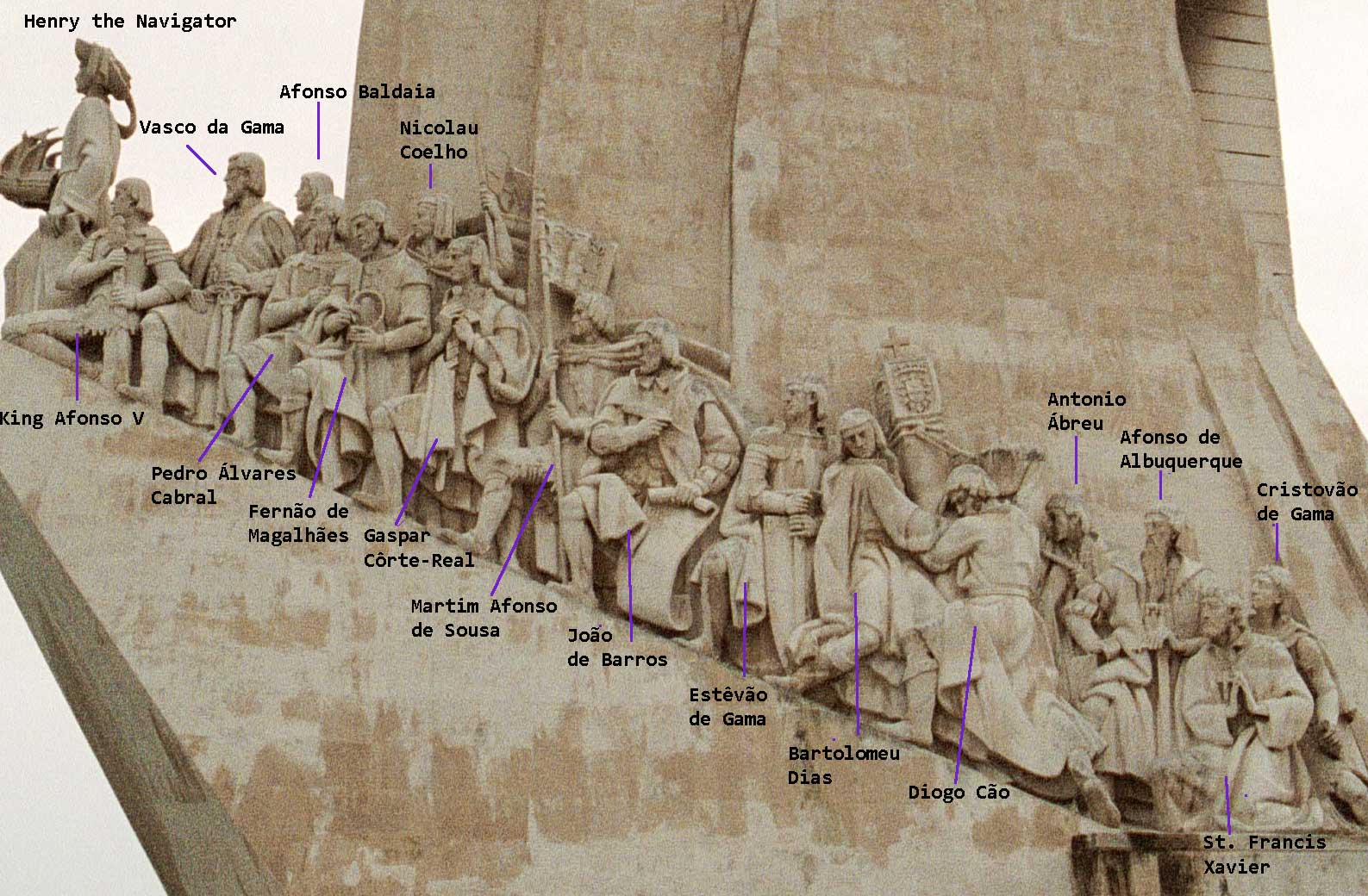

- Afonso Gonçalves de Antona Baldaya
- Pedro Álvares Cabral
- Fernand de Magellan
- Nicolau Coelho
- Gaspar Corte-Real
- Martim Afonso de Sousa
- João de Barros (1496)
- Estêvão de Gama (XVIe siècle)
- Bartolomeu Dias
- Diogo Cão
- Antonio de Abreu
- Afonso de Albuquerque
- François Xavier
- Christophe de Gama

## Polémiques
Le monument a été plusieurs fois tagué par des activistes décoloniaux,. 
En 2021, un député socialiste portugais a proposé la destruction du monument. 

## Sources
1. ↑  Guide du Routard Portugal 2020, Hachette Tourisme, 2020, 640 p. (ISBN 978-2-01-786896-5, lire en ligne), p. 165
2. ↑  « Poussez pas derrière ! », 9 novembre 2008 (consulté le 28 juin 2020).
3. ↑  « Le monument des découvertes », 19 novembre 2011 (consulté le 28 juin 2020).
4. ↑  « VIDEO. À Lisbonne, les tags d'une touriste française sur le Monument des découvertes font polémique », sur ladepeche.fr (consulté le 27 mars 2024)
5. ↑  (pt) « “A nação que matou África”, Padrão dos Descobrimentos novamente vandalizado », sur SIC Notícias, 23 juin 2023 (consulté le 27 mars 2024)
6. ↑  « Colonisation. À Lisbonne, faut-il détruire le Monument des découvertes ? », sur Courrier international, 27 février 2021 (consulté le 27 mars 2024)

## Galerie

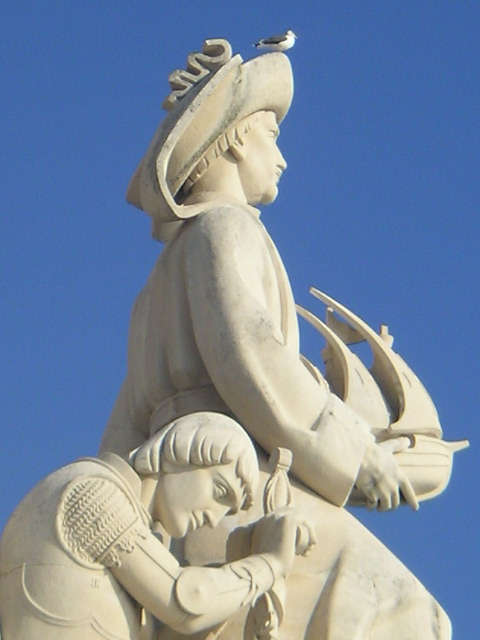
L'Infant Henri.
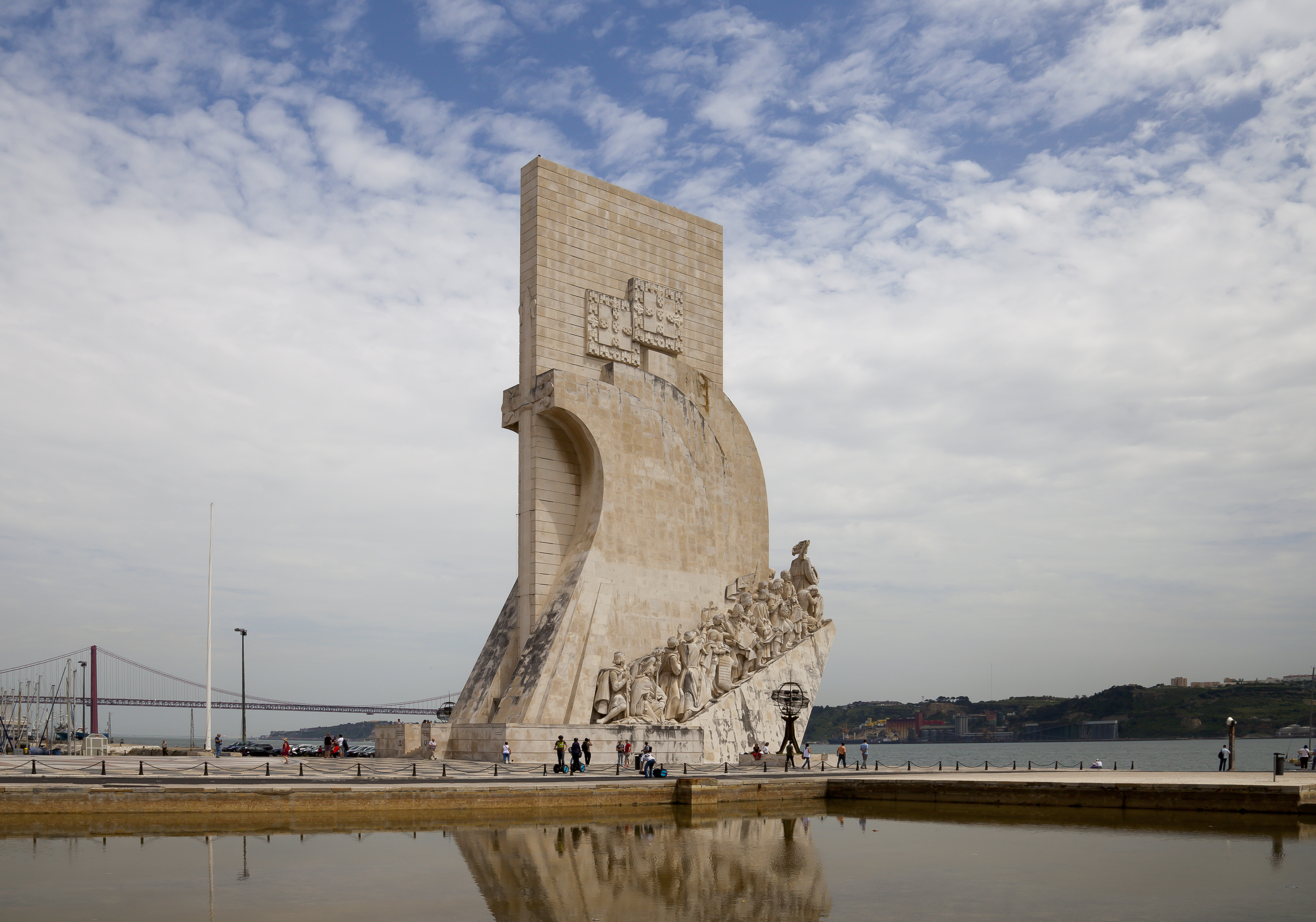
Vue complète du monument.
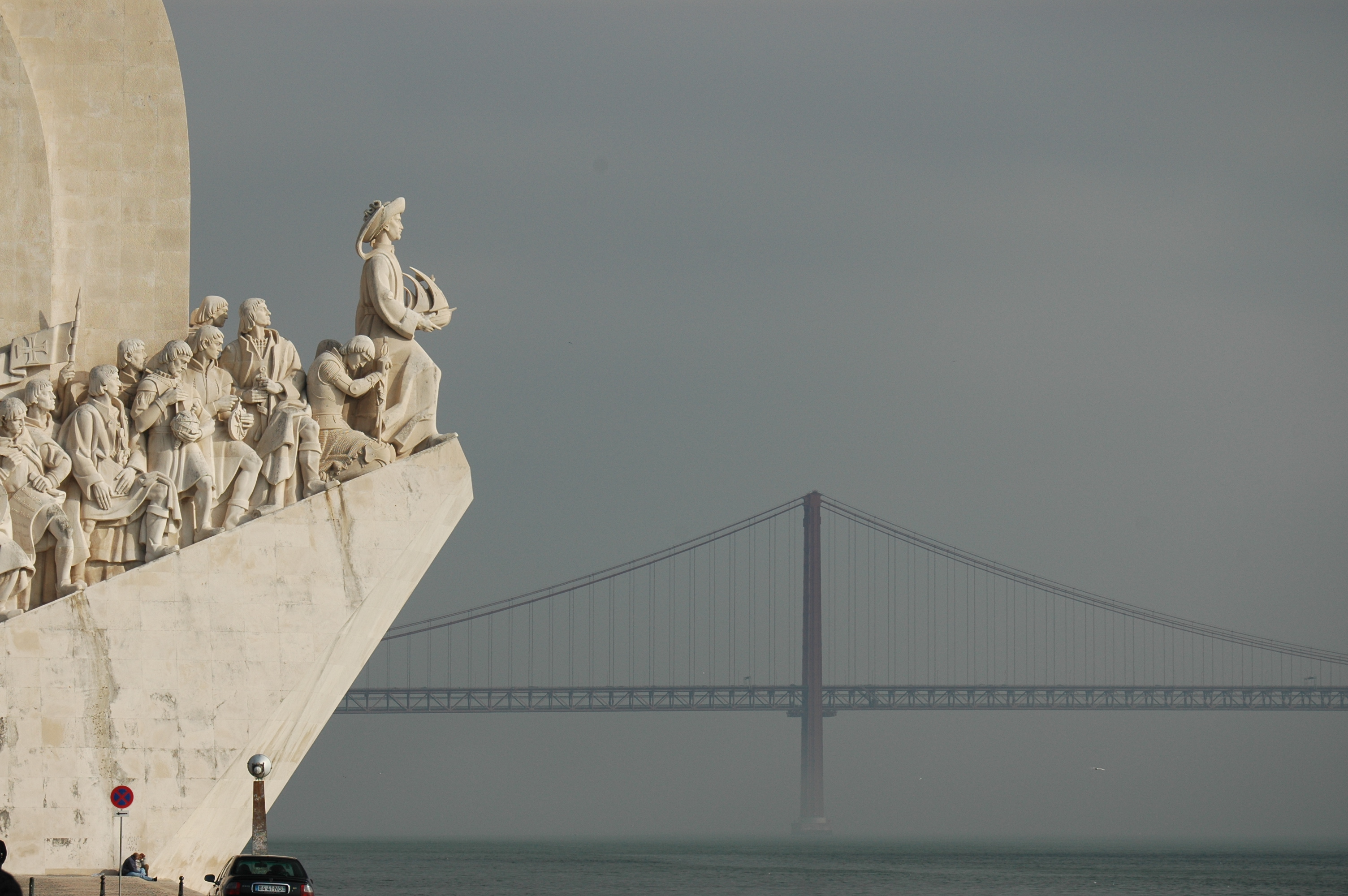
Vue partielle du monument.
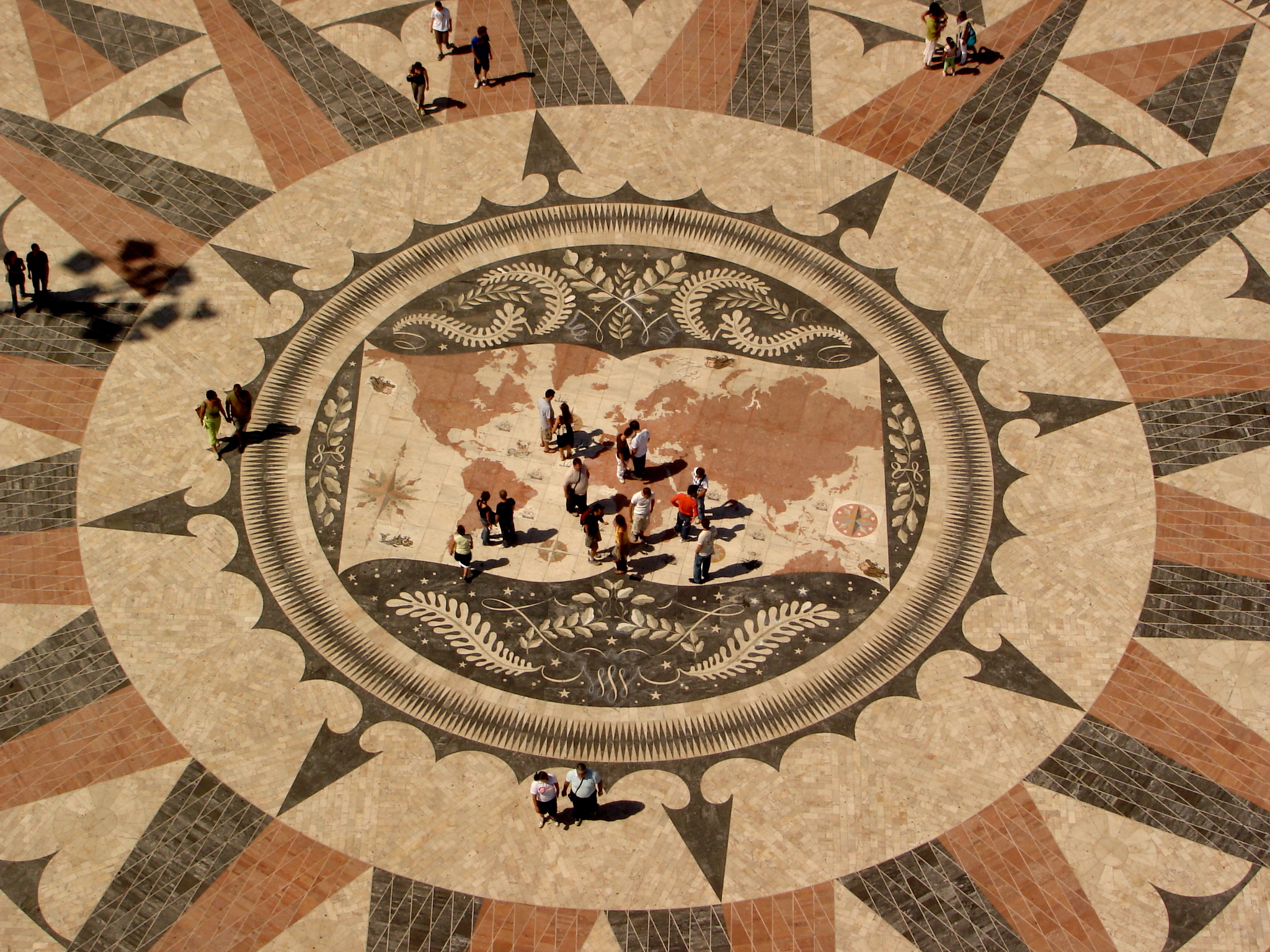
Rose des vents.